# Hayabusa2
Hayabusa2 é uma espaçonave robótica da Agência Espacial do Japão, JAXA, com a missão de recolher amostras de material do asteroide 162173 Ryugu e enviá-las à Terra para análise. A sonda é a sucessora da Hayabusa.

## Desenvolvimento da missão

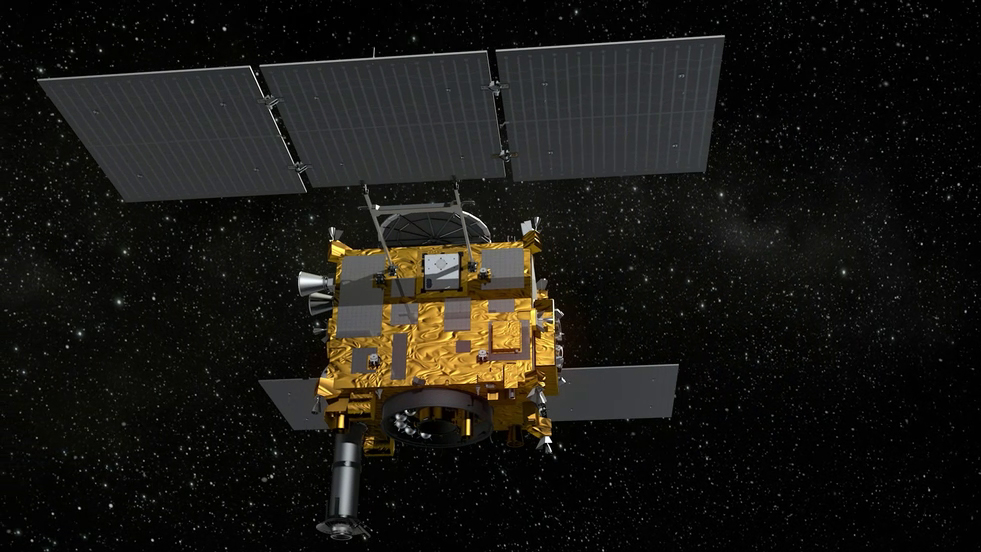
Visualização da sonda Hayabusa 2, com o lander MASCOT visível.

O seu lançamento ocorreu no dia 3 de dezembro de 2014 a partir do Centro Espacial de Tanegashima por um foguete H-IIA. Depois de 3,5 anos viajando 3,2 bilhões de quilômetros através do espaço, a nave espacial chegou oficialmente ao asteroide em 27 de junho de 2018.

### Primeira aterrissagem
Hayabusa2 executou com sucesso uma aterragem desafiador no asteroide Ryugu em 2/22/19 às 7:30 da manhã no Japão. Autoridades da Agência de Exploração Aeroespacial do Japão confirmaram que, durante uma operação autônoma, a Hayabusa2 pousou momentaneamente dentro de um alvo de apenas seis metros de largura e disparou um projétil de aço na superfície do asteroide na esperança de espalhar fragmentos em um cone de coleção.

### Cratera
A missão em geral seguiria as linhas da sua antecessora Hayabusa, com a adição de um dispositivo explosivo que vai ser usado para criar uma pequena cratera para atingir camadas mais profundas do asteroide.  Em abril de 2019, ela lançou uma minúscula espaçonave que explodiu e enviou um projétil de cobre não explosivo de 2 quilos para Ryugu, criando uma cratera. O exame remoto subseqüente do local indicou que o material ejetado da cratera havia se acumulado cerca de 20 metros para um lado da cratera. Essa área se tornou o alvo para a segunda aterragem.

### Segunda aterrissagem
Em 11 de julho de 2019, por volta das 10h30 (01h30 GMT), a sonda fez uma aterragem “perfeita” no asteroide Ryugu. A segunda aterragem para a nave. Quando a nave pousou, ela disparou uma bala de tântalo na superfície, provavelmente espalhando poeira e fragmentos de rocha em um cone de coleta. A nave então subiu.   No mesmo dia, por volta das 1:30 (GMT), Hayabusa2 coletou as primeiras amostras subterrâneas do asteróide.
A Hayabusa2 pesquisou o asteroide e colete amostras por um ano e meio, iniciando o retorno para a Terra em novembro de 2019. Chegando à terra no dia 5 de dezembro de 2020.